# Feliks Brzeski
Feliks Brzeski z Brześcia herbu Prawdzic (1481 – 1545) – wojewoda mazowiecki, pierwszy vicesgerent Mazowsza w latach 1526–1528,  w 1524 otrzymał dożywotnio książęce miasteczko Sochocin. 